# Платинит
Платини́т — сплав, состоящий из следующих элементов: Ni (42…46 %); C (0,15 %); остальное Fe.
Несмотря на своё название, сплав не содержит платины, из-за чего его стоимость, по сравнению с платиной, на порядки меньше.
Сплав 46Н (46% Ni) применяется для соединения с керамикой. Из платинита изготавливают биметаллические проволоки и ленты (снаружи — медь) Их также называют платинитом.
Главная особенность сплава — коэффициент линейного расширения у него близок к коэффициенту для платины (около 9⋅10−6 К−1) и поэтому он применяется вместо платины для проводников, вплавляемых в стекло (токовводов) при изготовлении ламп накаливания, люминесцентных ламп, электровакуумных приборов и др. Цвет спая со стеклом — от красного до малинового (у омеднённой проволоки — до золотистого).
Использование платинита позволяет отказаться от дорогих платиновых проводников, применявшихся ранее.